# James Edwin Belser
James Edwin Belser, född 22 december 1805 i Charleston i South Carolina, död 16 januari 1859 i Montgomery i Alabama, var en amerikansk politiker. Han var ledamot av USA:s representanthus 1843–1845. Som kongressledamot representerade han Demokratiska partiet, men bytte sedan 1848 parti till Whigpartiet.
Belser är begravd på Oakwood Cemetery i Montgomery i Alabama.